# Estelle Axton
Estelle Axton (* 11. September 1918 in Middleton, Tennessee als Estelle Stewart; † 25. Februar 2004 in Memphis) war eine US-amerikanische Unternehmerin und, gemeinsam mit ihrem Bruder Jim Stewart, die Gründerin von Stax Records.

## Leben
Axton wuchs auf einer Farm auf, ging später nach Memphis, um eine Ausbildung als Lehrerin zu machen. Sie heiratete Everett Axton und arbeitete in einer Bank, als ihr ihr Bruder Jim Stewart vorschlug, bei Satellite Records mitzuarbeiten. Satellite sollte lokale Country- und Rockabillykünstler aufnehmen. Sie nahm eine Hypothek auf ihr Haus auf und wurde gleichberechtigte Partnerin bei Satellite Records. 1960 bauten sie das Capitol Theater, ein ehemaliges Kino in einem schwarzen Stadtteil Memphis’, in ein Aufnahmestudio und ein Plattengeschäft um.
Den Namen ihrer Firma änderten sie in Stax Records (STewart AXton), da es in Los Angeles eine Firma selben Namens gab. Sie begannen Aufnahmen hauptsächlich mit schwarzen Künstlern zu machen (z. B. Rufus Thomas, Otis Redding, Booker T. & the M.G.’s und Isaac Hayes).
1968 verkauften die Gründer Stax Records an die Filmfirma Gulf & Western. 1970 kauften die Geschwister die Firma zurück, mussten aber 1975 Bankrott anmelden. Die Mastertapes wurden von Fantasy Records um 1,3 Millionen Dollar gekauft. Ebenso war sie die 1973 Gründerin der Memphis Songwriters Association, einer Vereinigung, die die lokalen Songschreiber unterstützen soll. Axton gründete 1977 Fretone Records, mit der sie einen großen Hit hatte.
2004 starb die Mitbegründerin des Memphis Soul im Alter von 85 Jahren.